# Graham Coxon
Graham Leslie Coxon (nascut el 12 de març de 1969 a Rinteln, Alemanya) és un cantautor, més conegut per ser el guitarrista del grup de rock Blur.
Va contribuir amb els primers 7 àlbums de la banda, des del Leisure de 1991 fins a les sessions del 2002 per al album Think Tank. Coxon és capaç de tocar molts instruments. Ha tret sis discos com solista, la meitat d'ells encara quan seguia amb Blur.

## Biografia
Graham va estudiar la carrera de Belles Arts al Goldsmith College de Londres per dos anys, fins que va decidir abandonar-la pel sobtat èxit de la seva banda Seymour que més tard canviaria el seu nom a Blur. De fet, fou a Golsmith College on va conèixer Alex James, qui juntament amb Damon Albarn van fundar Seymour. Més tard se'ls afegiria Dave Rowntree, el quart membre de la banda.
El seu estil individual es pot notar en cançons com "Beetlebum" i "You're So Great" (ambdues del disc Blur de 1997) i Coffee & TV (del disc 13, del que en va dissenyar la portada).
Va deixar la banda el 2002 després de problemes amb els altres membres. La seva última contribució amb Blur va ser en la gravació d'estudi de "Battery on Your Leg", l'última cançó de l'àlbum Think Tank.

## Discografia en solitari
- The Sky is Too High (1998)
- Golden D (2000)
- Crow Sit on Blood Tree (2001)
- The Kiss of Morning (2002)
- Happiness in Magazines (2004)
- Love Travels at Illegal Speeds (2006)